# 蘇丹沙拉胡丁·阿都阿茲沙
蘇丹沙拉胡丁·阿都阿兹沙（Almarhum Sultan Salahuddin Abdul Aziz Shah Al-Haj ibni Almarhum Sultan Sir Hisamuddin Alam Shah Al-Haj，1924年3月8日—2001年11月21日），马来西亚第11任最高元首和第9任雪兰莪苏丹。

## 生平
沙拉胡丁曾就读于英国桑赫斯特皇家军事学院和倫敦大學亞非學院。1950年5月13日被册封为雪兰莪州王储。1961年6月28日就任雪兰莪州第七任苏丹。1994年2月起任马来西亚副最高元首。1999年2月27日当选为最高元首，於同年4月26日就职。

## 逝世
2001年10月18日，首相马哈迪·莫哈末探望正在新加坡伊丽莎白医院接受小手术后康复的沙拉胡丁。同年11月21日，他因病去世，未能完成5年任期。马哈迪对其去世表示悲痛，而位于布城的首相官邸也自隔日起不对公众开放两天。

## 紀念

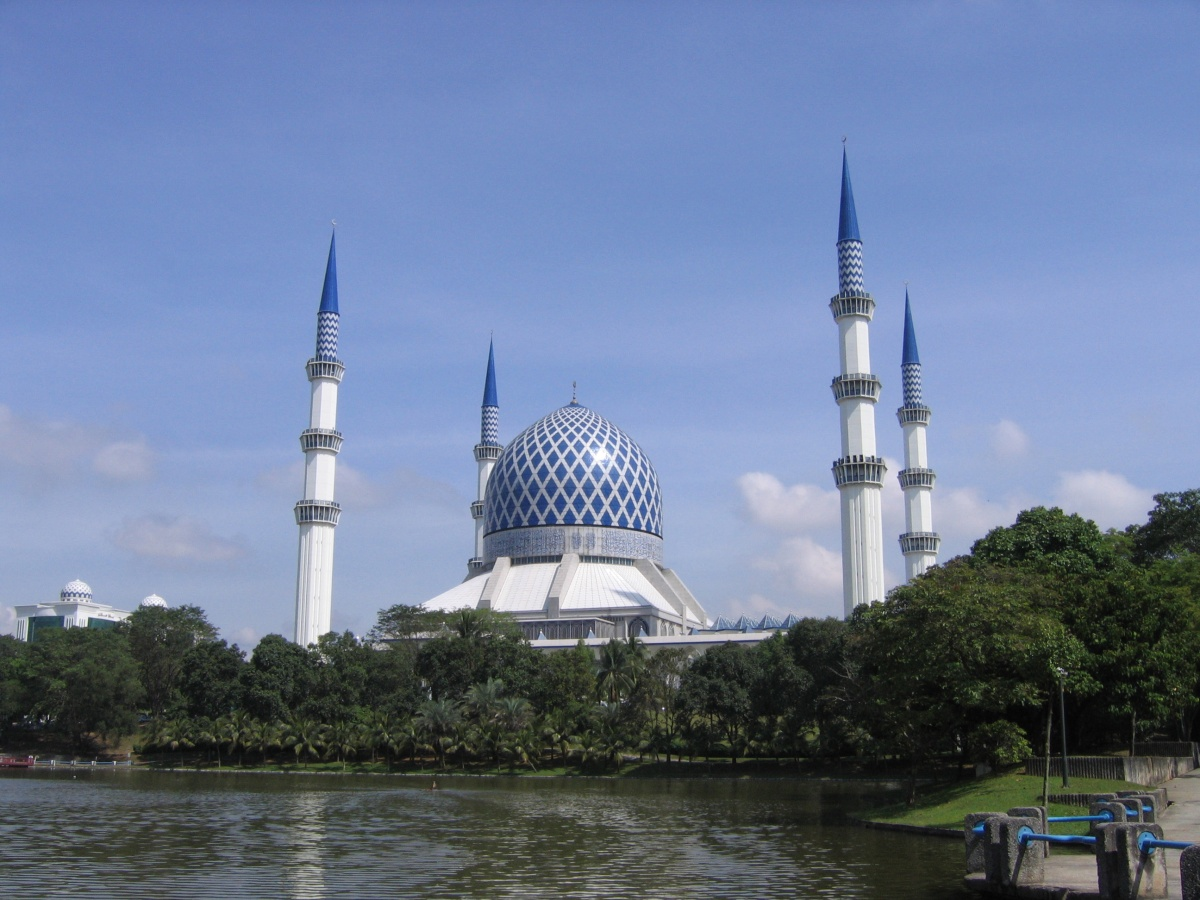
位于莎亚南的苏丹沙拉胡丁阿都阿兹沙清真寺

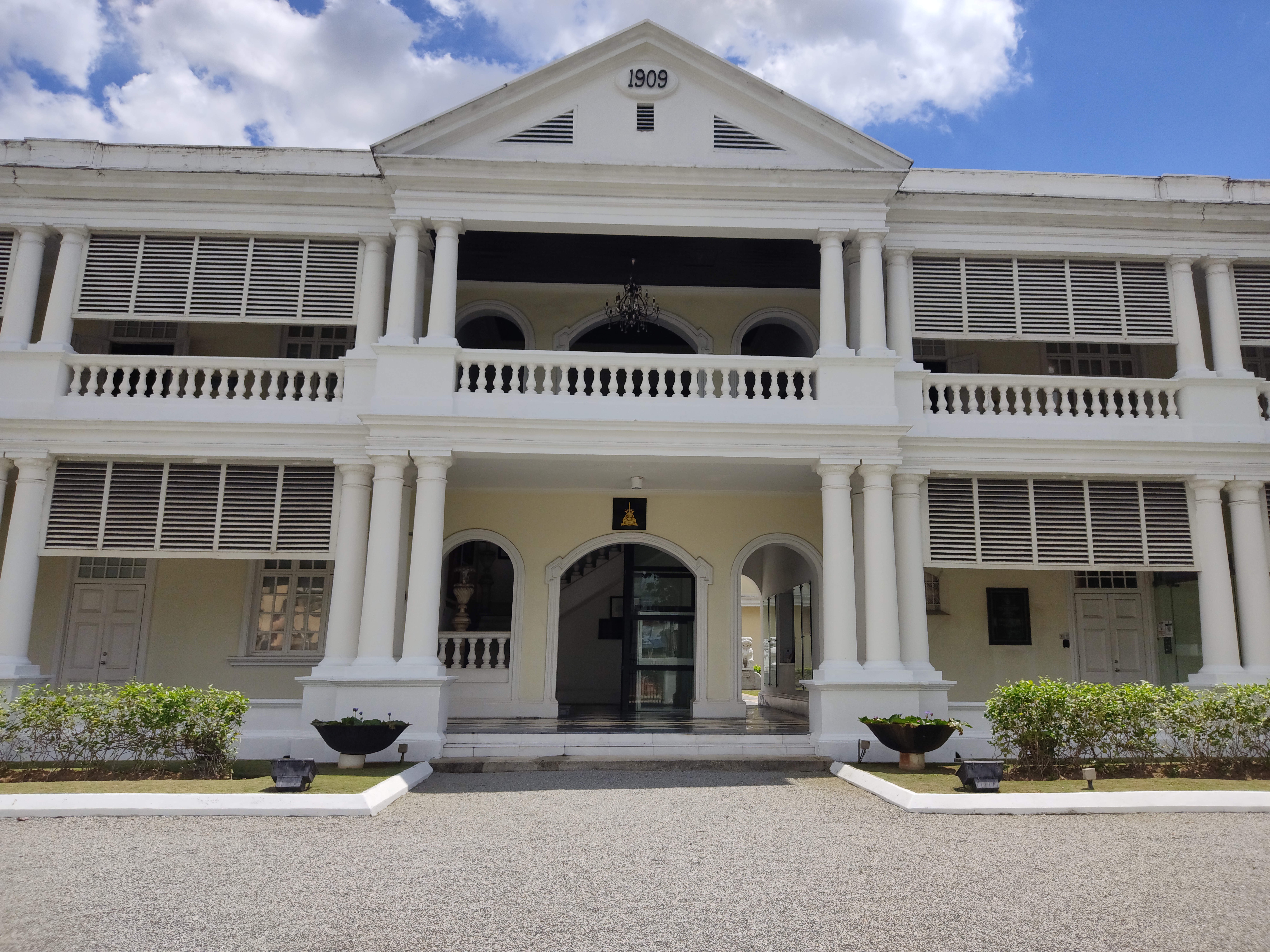
位于巴生市的苏丹阿都阿兹皇家展览馆

因苏丹沙拉胡丁为马来西亚做出许多贡献，所以在马来西亚有许多建筑物以其名字命名，其中包括：

### 教育机构
- 苏丹沙拉胡丁阿都阿兹沙国民中学，位于莎亚南
- 苏丹阿都阿兹沙国民中学，位于加影
- 苏丹沙拉胡丁阿都阿兹沙高级宗教中学，位于沙白镇
- 苏丹沙拉胡丁阿都阿兹沙理工学院，位于莎亚南

### 建筑
- 苏丹沙拉胡丁阿都阿兹沙大厦（英语：Sultan Salahuddin Abdul Aziz Shah Building），位于莎亚南的雪兰莪州秘书处大楼
- 苏丹沙拉胡丁阿都阿兹沙清真寺，位于莎亚南的雪兰莪州立清真寺
- 苏丹沙拉胡丁阿都阿兹沙法院，位于莎亚南
- 苏丹阿都阿兹沙占美清真寺（英语：Sultan Abdul Aziz Shah Jamek Mosque），位于八打灵再也
- 苏丹阿都阿兹沙机场，位于梳邦
- 苏丹阿都阿兹沙号位于巴生英达岛的皇家海军基地
- 苏丹沙拉胡丁阿都阿兹发电站（英语：Sultan Salahuddin Abdul Aziz Power Station），位于加埔的发电站
- 苏丹沙拉胡丁阿都阿兹沙文化及艺术中心，位于沙登的博特拉大学
- 苏丹阿都阿兹沙医院，位于博特拉大学的教学医院

### 道路和桥梁
- 苏丹沙拉胡丁阿都阿兹沙道（英语：Persiaran Sultan Salahuddin Abdul Aziz Shah, Putrajaya），是布城的主干道路
- 苏丹沙拉胡丁路（英语：Jalan Sultan Salahuddin）和苏丹沙拉胡丁道（英语：Persiaran Sultan Salahuddin），是吉隆坡的主要道路
- 拉惹慕达阿都阿兹路（英语：Jalan Raja Muda Abdul Aziz），也是吉隆坡的主要道路
- 苏丹沙拉胡丁阿都阿兹沙大桥（英语：Sultan Salahuddin Abdul Aziz Shah Bridge），是一座将坐落于雪兰莪河沿岸的瓜拉雪兰莪市区两岸衔接起来的跨河大桥

### 其他
- 苏丹阿都阿兹沙高尔夫球场（英语：Sultan Abdul Aziz Shah Golf and Country Club） ，位于莎亚南
- 苏丹阿都阿兹皇家展览馆，俗称巴生白宫是当地的旅游景点